# Ruth Roberta de Souza
Ruth Roberta de Souza, née le 3 octobre 1968 à Três Lagoas, dans le Mato Grosso do Sul au Brésil et morte le 13 avril 2021, est une joueuse brésilienne de basket-ball. Elle évolue durant sa carrière au poste d'ailière.

## Palmarès
- Championne du monde 1994